# Голем (филм)
Голем немачки је црно-бели неми хорор филм из 1915. године, од редитеља и сценариста Пола Вегенера и Хенрика Галена. Вегенер тумачи насловну улогу, а поред њега у главним улогама су Рудолф Блимнер, Карл Иберт и Лида Салмонова. Инспирисан је истоименом легендом из јеврејског фолклора. Филм је трајао тачно сат времена, али је од тога данас сачувано само неколико фрагмената у укупном трајању од 4 минута. Голем се због тога сматра делимично изгубљеним.
Филм је сниман током 1914, а премијерно је приказан 15. јануара 1915. Постао је зачетник прве хорор трилогије у историји, пошто је 1917. добио наставак, Голем и плесачица, а 1920. и преднаставак, Голем: Како је дошао на свет.

## Радња
Трговац антиквитетима претражује рушевине јеврејског храма и проналази голема, глинени кип кога је пре четири века оживео кабала рабин помоћу магичне амајлије, како би сачувао Јевреје од прогона. Трговац оживљава голема, како би радио за њега као слуга, али се он заљубљује у трговчеву ћерку Џесику. Када му Џесика не узврати љубав, голем се разбесни и почне да убија људе у њиховој околини.

## Улоге
| Глумац           | Улога                 |
| ---------------- | --------------------- |
| Пол Вегенер      | Голем                 |
| Рудолф Блимнер   | Гелертер              |
| Карл Иберт       | Тредлер               |
| Хенрик Гален     | трговац антиквитетима |
| Лида Салмонова   | Џесика                |
| Роберт А. Дитрих |                       |
| Јакоб Тидке      |                       |

## Сачувани фрагменти
У филмској архиви Дојче кинематек пронађени су фрагменти од 108 m. Иако највише извора тврди да је остатак филма заувек изгубљен, silentera.com тврди да целокупне копије и даље постоје. Такође, проф. Елизабет Бер је у својој књизи Ревизија Голема — Од Прага до фукције пост-холокауста назначила да писац Доналд Ф. Глат тврди да је један европски филмски колекционар, Пол Селандер, наишао на траг целокупне копије филма током 1958, али не наводи да је успео да је пронађе.

## У популарној култури
У деветој епизоди шесте сезоне ТВ серије Људи са Менхетна, Роџер Стерлинг (кога тумачи Џон Слатери) именом спомиње филм у разговору са својом ћерком. Она се љути на њега јер је одвео свог малог унуке да гледа Планету мајмуна (1968), на шта јој Роџер одговара: „Слушај, ја сам у његовим годинама гледао Голема. Немаш појма колико је страшан”.